# Cratère Bory
Pour les articles homonymes, voir Bory.
Le cratère Bory est le moins vaste des deux cratères sommitaux du Piton de la Fournaise, le volcan actif de l'île de La Réunion, département d'outre-mer français dans le sud-ouest de l'océan Indien. Déjà présent au tout début du peuplement, il était d'abord appelé Cratère Brûlant. Il a été nommé en l'honneur du naturaliste et géographe Jean-Baptiste Bory de Saint-Vincent par un jeune homme du nom de Jouvancourt qui l'accompagnait et qui y parvint le premier durant l'expédition périlleuse qu'il a menée depuis le Grand Brûlé en octobre 1801. Il était à cette époque dominé par le Mamelon central, tout comme le cratère Dolomieu, voisin plus large et alors en éruption. Il est aujourd'hui long de 350 mètres et large de 200 et communique avec le Dolomieu depuis l'éruption du Piton de la Fournaise en avril 2007. Le rebord nord du cratère constitue le point culminant du volcan avec 2 632 mètres d'altitude.

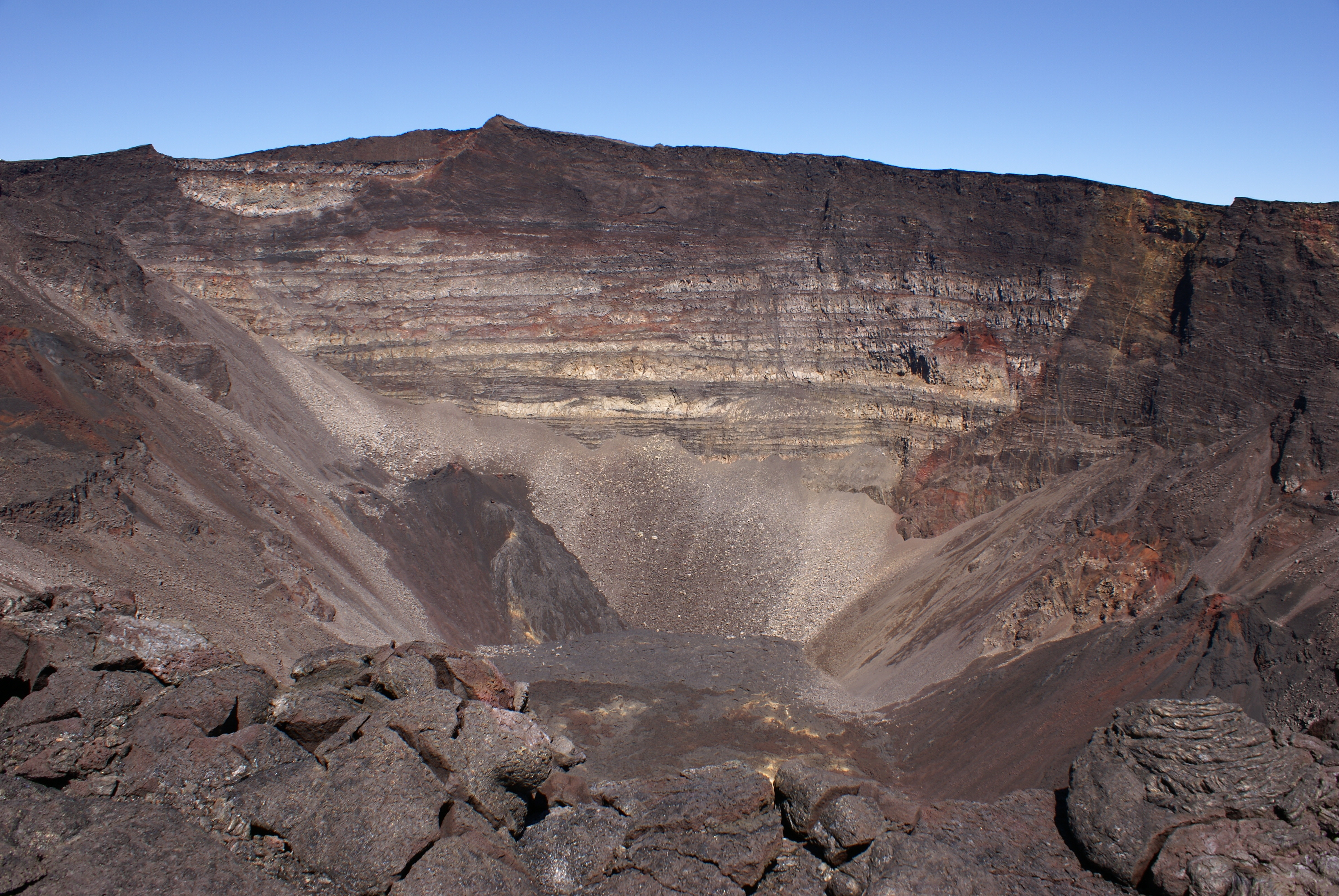
Vue de cratère Dolomieu en décembre 2009 avec le cratère Bory sur le rebord gauche.